# Palacio de los Deportes de Ruan
El Palacio de deportes de Ruan (en francés: Palais des sports de Rouen) o Kindarena (nombre dado por su patrocinador y estilizado como «KindArena») es un pabellón deportivo situado en Ruan. Puede alojar de 4500 a 6000 espectadores en función de su configuración.
Diseñado por el arquitecto Dominique Perrault.  El trabajo comenzó en 2009 y la inauguración tuvo lugar el 8 de septiembre de 2012. El proyecto ha recibido el apoyo de Tony Parker, jugador de Deville-les-Rouen 1994-1997 y el Mont Saint-Aignan-Club de Baloncesto en 1997.
El nombre comercial del estadio, KindArena, fue firmado en un acuerdo con Ferrero, empresa que tiene una sede de su filial Kinder Ferrero en la ciudad de Ruán, en 2011, previo a la apertura del estadio. Desde su apertura, el patrocinio para manetener el nombre se ha dio renovando, siendo la última vez en 2023 con un acuerdo para mantener el nombre hasta por o menos 2027.